# Salar d'Uyuni
Le salar d'Uyuni (en espagnol : salar de Uyuni) est un salar situé sur les hauts plateaux du sud-ouest de la Bolivie. Il est à proximité de la ville d'Uyuni, dont il tire son nom.

## Géographie

### Topographie

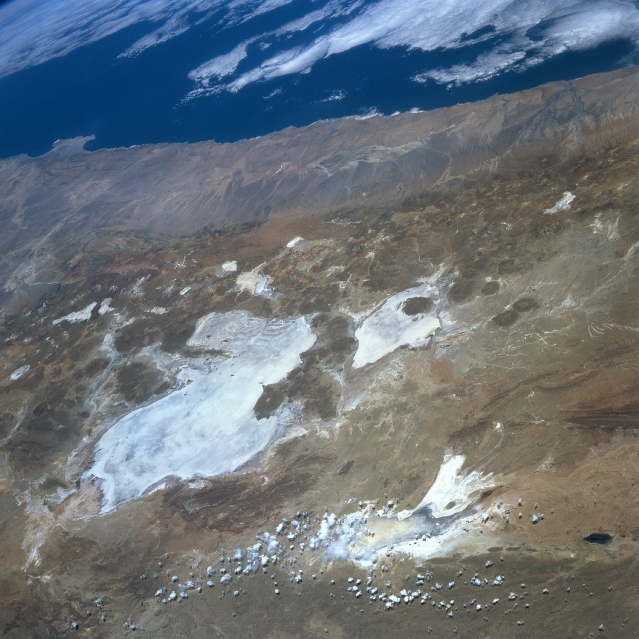
Image satellite oblique montrant le salar d'Uyuni (à gauche), celui de Coipasa (à droite), le lac Poopó (en bas) et l'océan Pacifique (en haut).

Cette étendue de sel est située à 3 658 mètres d'altitude. Avec une superficie de 10 582 km2, elle constitue le plus vaste désert de sel du monde, et représente environ 40 % des réserves de lithium exploitables de la planète. Ses dimensions sont de 150 kilomètres sur 100.

### Climat
Le salar d'Uyuni est balayé par des vents constants soufflant de façon relativement continue durant toute l'année[réf. nécessaire]. Entre janvier et mars, les précipitations inondent les bords du salar d'Uyuni, qui peuvent être recouverts d'une trentaine de centimètres d'eau, sur cette étendue  presque absolument plate.

### Géologie

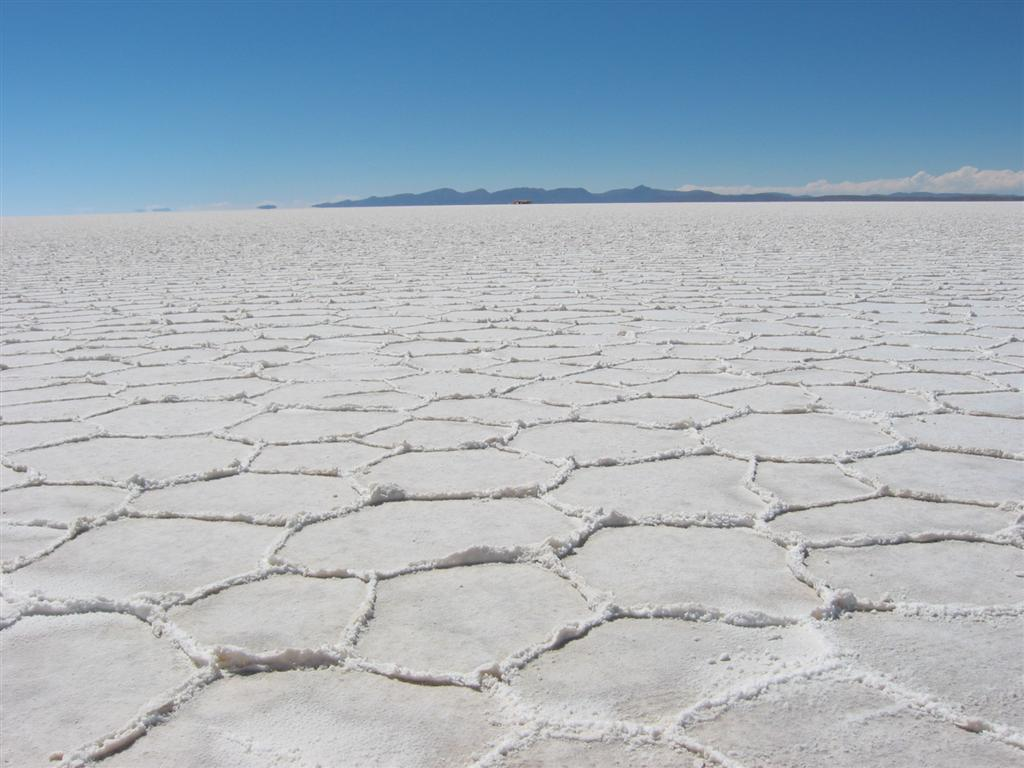
Surface desséchée du salar.

La disparition du lac préhistorique Tauca, 14 000 ans auparavant, a donné naissance à la croûte de sel la plus grande du monde qui recouvre aujourd'hui ce salar. En s'asséchant, il laissa derrière lui deux petits lacs encore visibles, le lac Poopó et le lac Uru Uru ainsi que deux grands déserts de sel, le salar de Coipasa et le gigantesque salar d'Uyuni.
Le désert se compose de sels de bore (ulexite), de chlorures, carbonates et  sulfates de sodium, potassium, magnésium et lithium. Selon l’estimation de l’United States Geological Survey, le salar d'Uyuni recèle 5,5 millions de tonnes de lithium potentiellement exploitables sur les 89 millions de tonnes de ressource potentiellement exploitable que compte la planète. Les réserves de lithium, composant essentiel des batteries électriques, sont actuellement le centre des attentions du gouvernement, ainsi que de plusieurs multinationales. Le salar d'Uyuni fait partie du triangle du lithium entre le salar d'Atacama au Chili et le salar del Hombre Muerto en Argentine qui concentrent 70 % des réserves mondiales de lithium.

### Écosystème
Le  salar n'a pas beaucoup de faune/végétation. La végétation est dominée par des cactus géants et de petits arbustes.

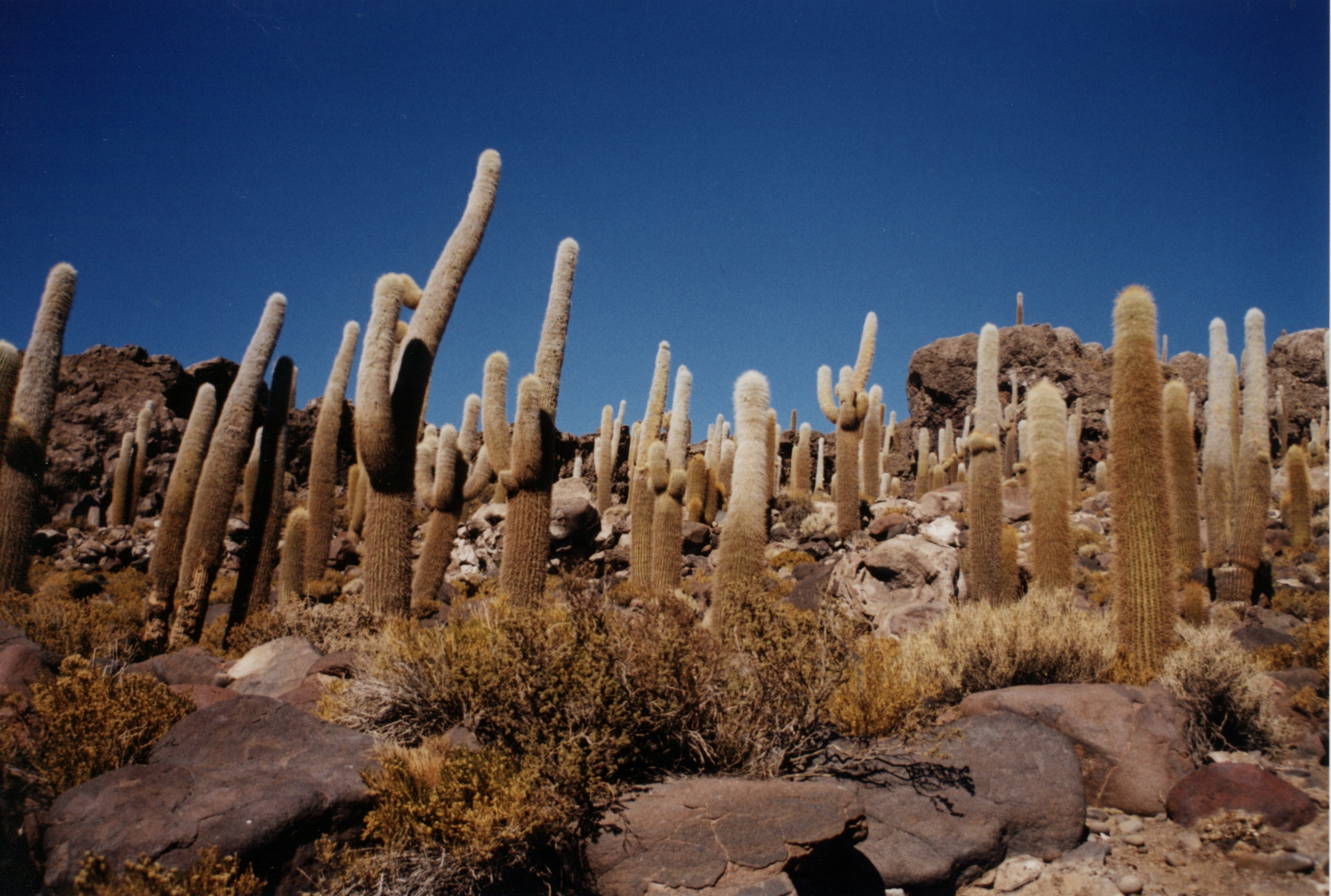
Incahuasi.
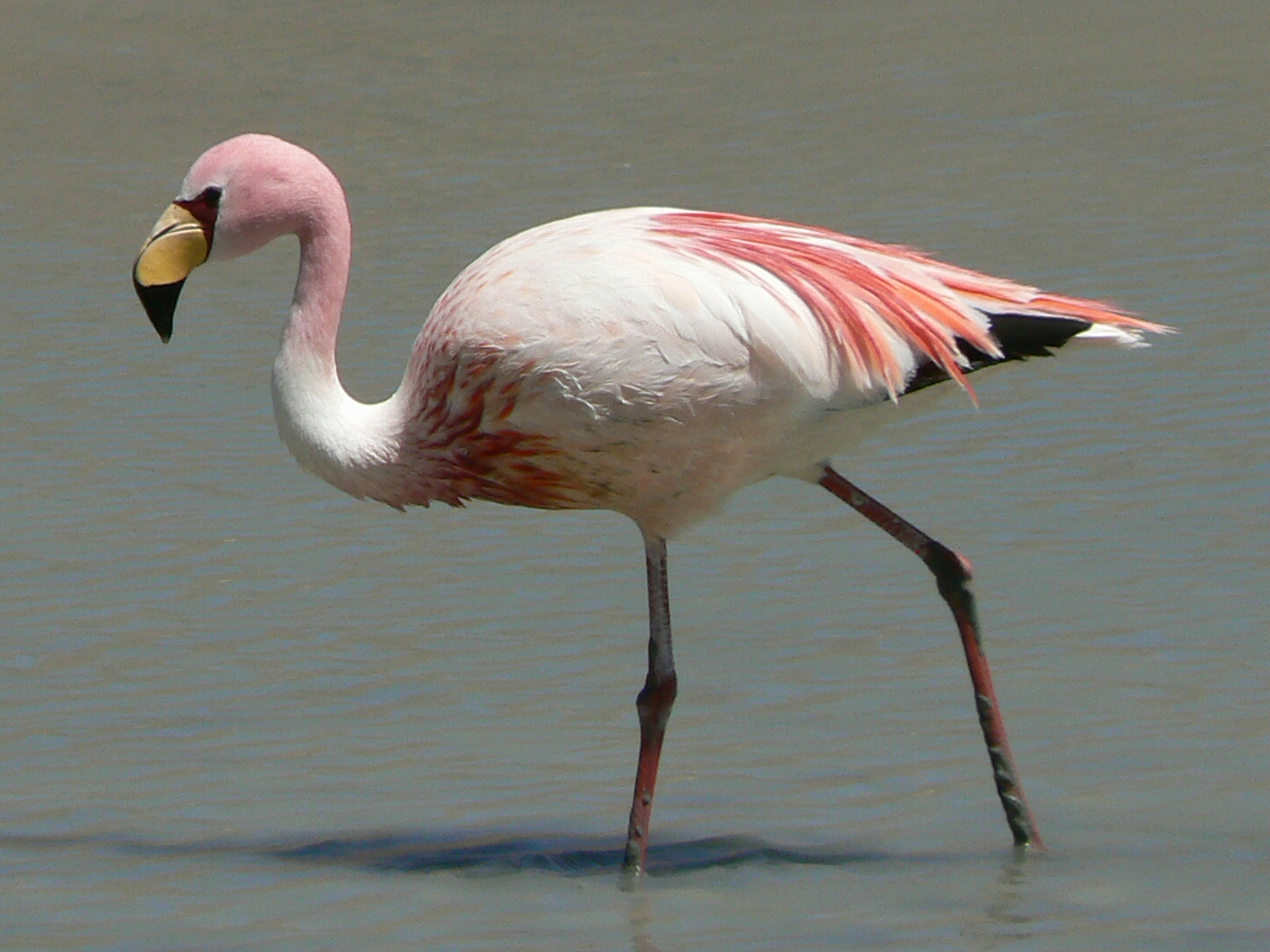
Flamant de James.
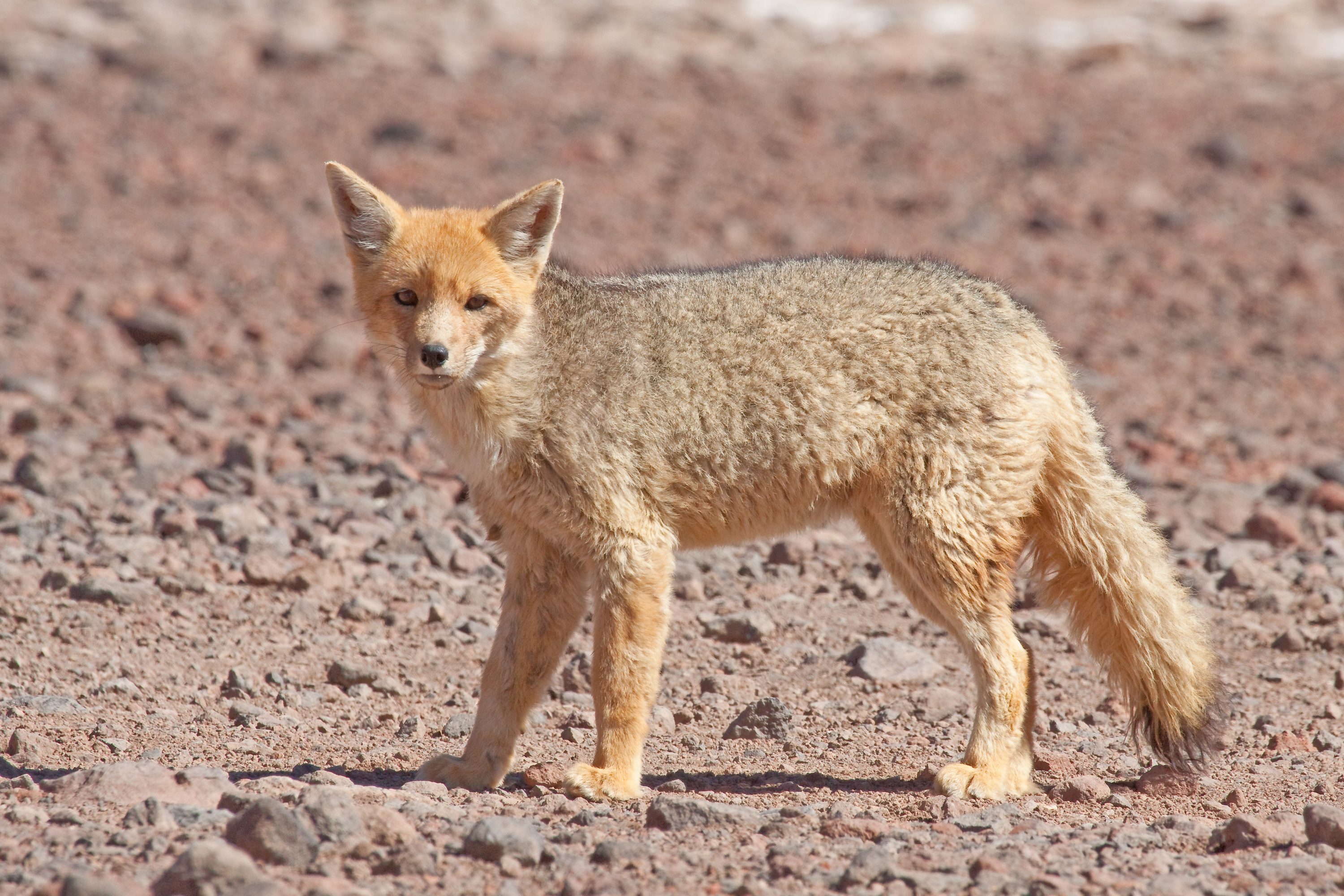
Renard de Magellan.
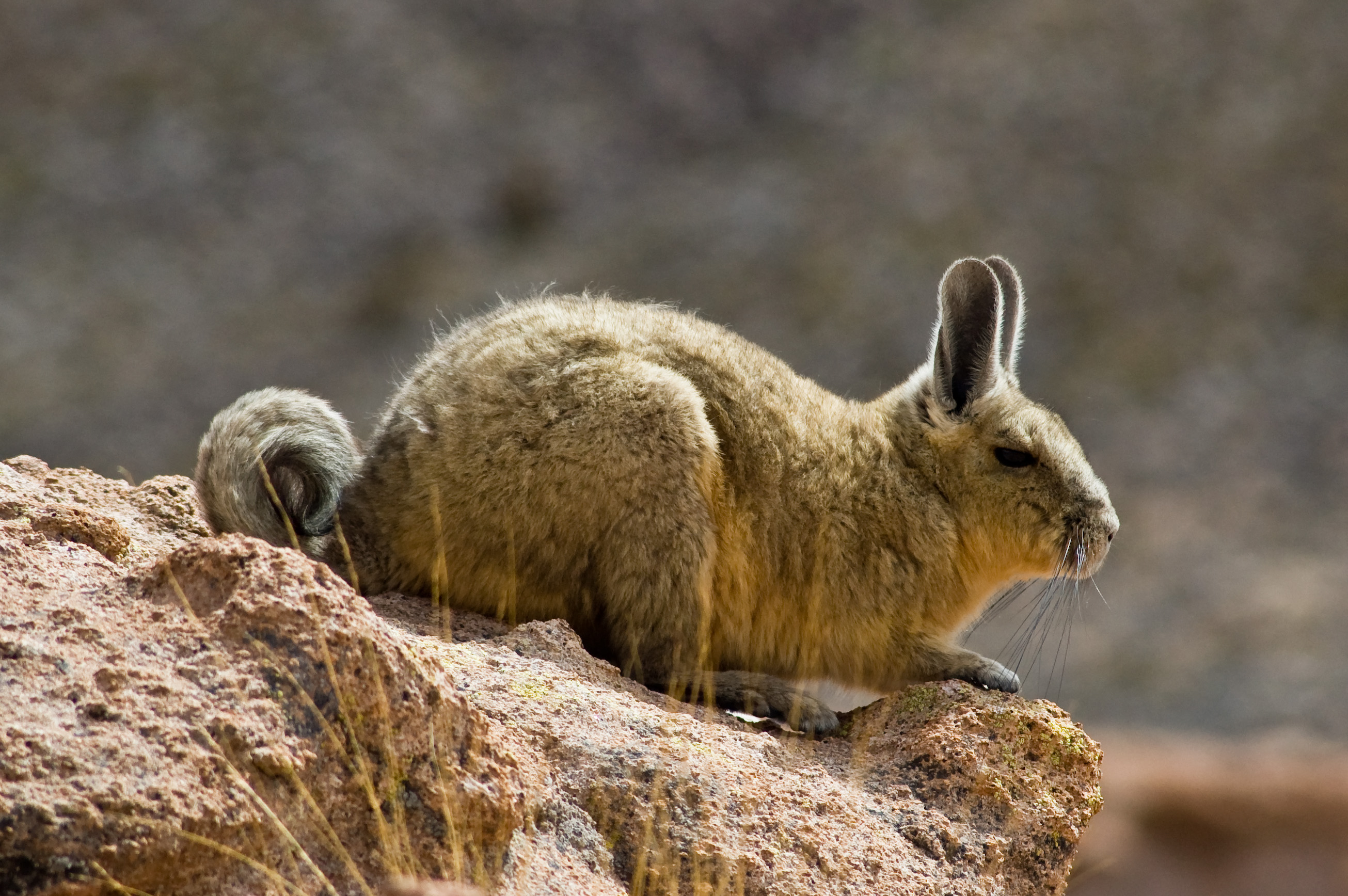
Viscache bolivienne.
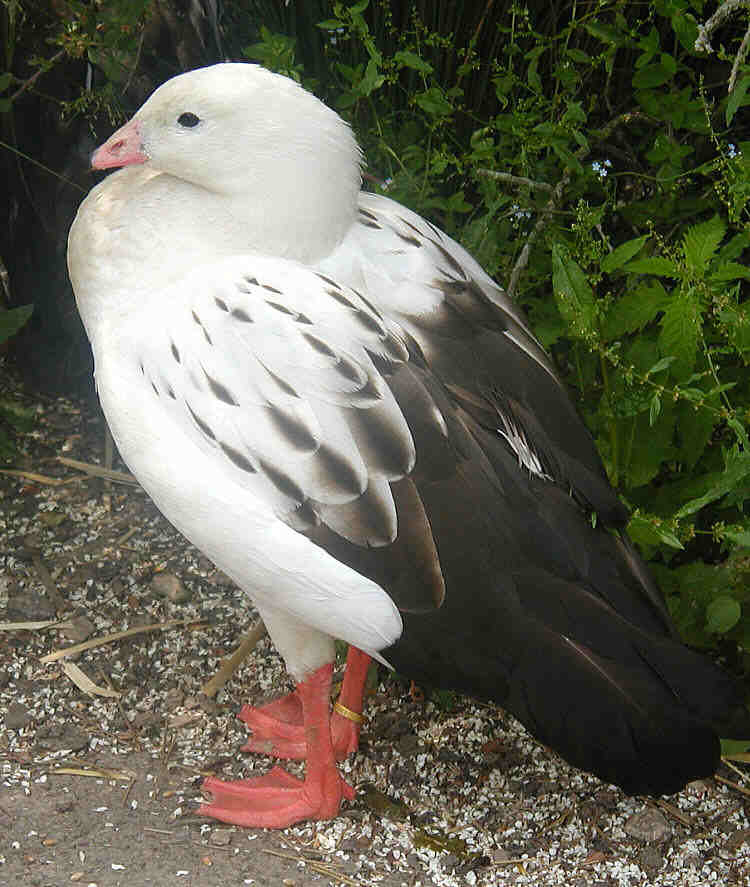
Ouette des Andes.
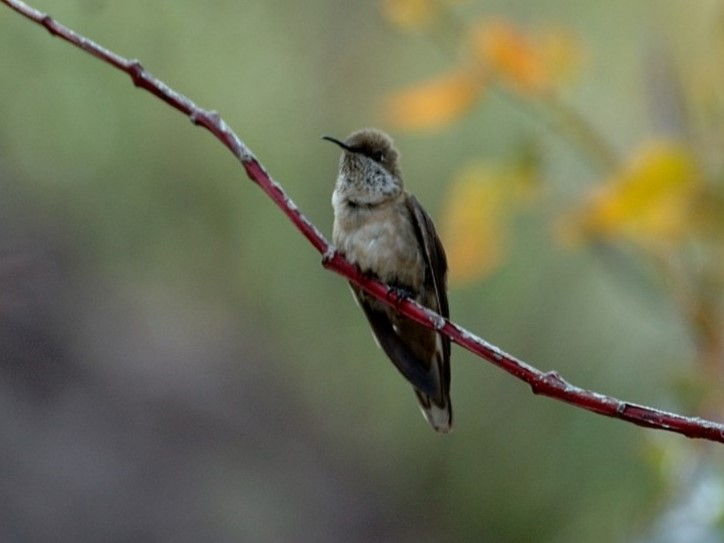
Colibri d'Estelle.
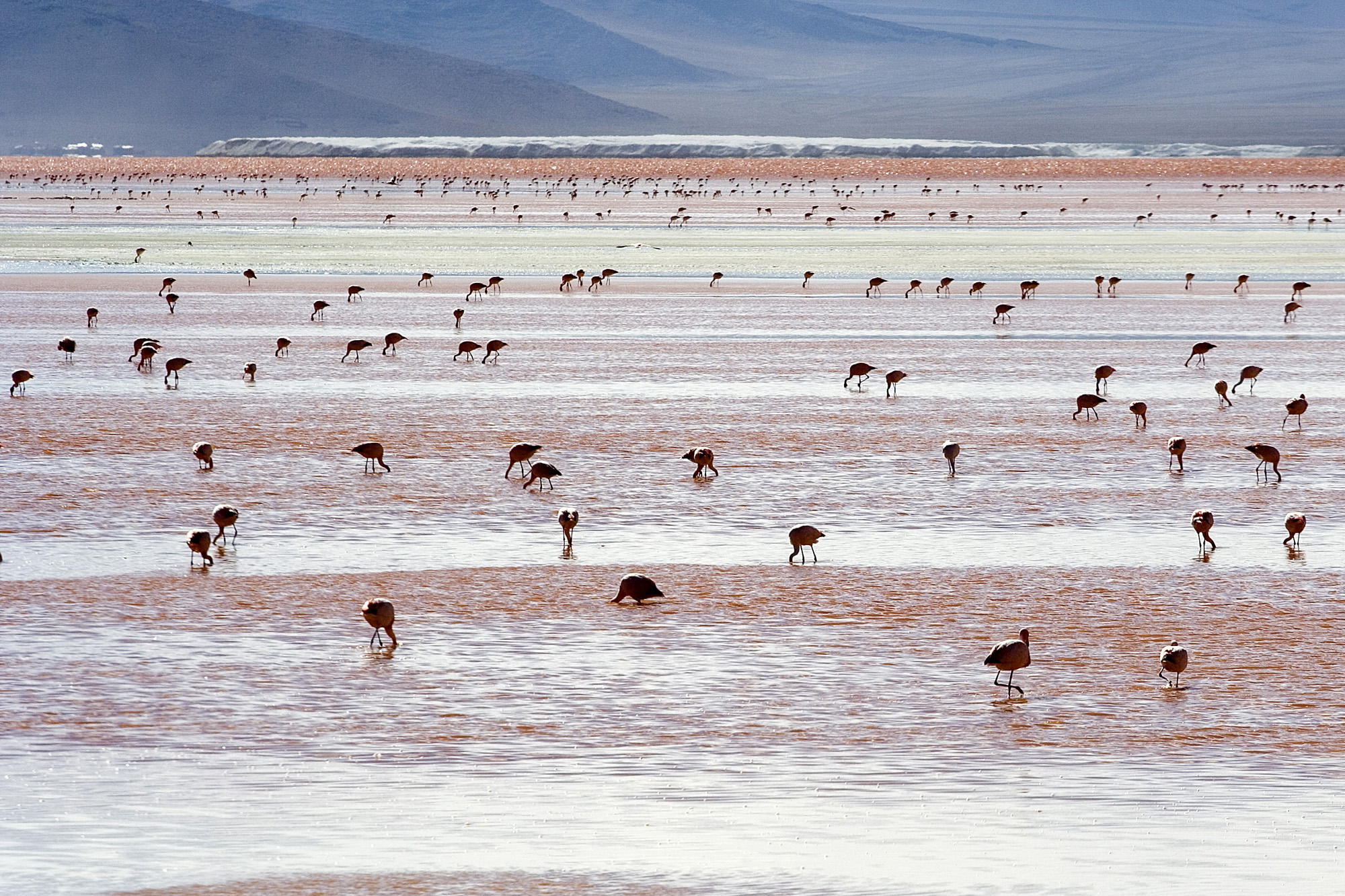
Flamant des Andes au sud du salar.
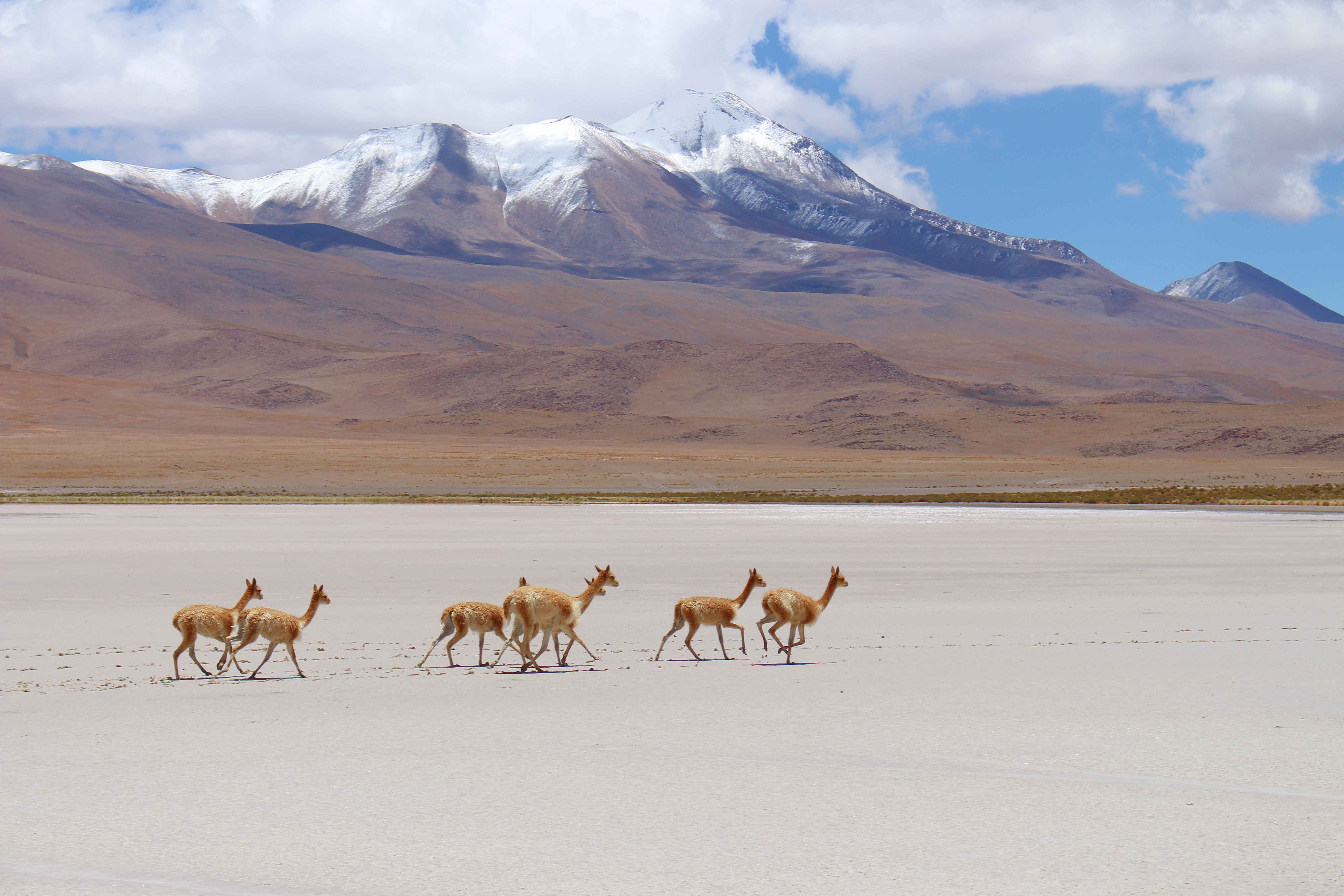
Vigognes près du salar.

## Économie
Le sel est exploité, mais la production annuelle d'environ 25 000 tonnes ne risque pas d'épuiser les approximativement 10 milliards de tonnes estimées du gisement (en effet, l'épaisseur du sel varie de 2 à 120 mètres, selon les endroits).
Une activité touristique se développe pour faire découvrir ce site. Plusieurs pistes le traversent. Les véhicules tout terrain peuvent y rouler en toute sécurité, mais sa traversée peut être plus ardue de décembre à mars, lorsque le salar d'Uyuni est parfois inondé pendant plusieurs semaines. L'épaisseur de l'eau dépasse rarement les 10 à 15 centimètres. Comme le salar est plat, il est inondé sur toute sa surface, ce qui en fait un gigantesque miroir. En 2001, la saison humide a été très pluvieuse, le salar n'a fini de sécher qu'en août, ce qui est exceptionnel. Il n'a plus été possible de le traverser avec un véhicule pendant plusieurs semaines. La réverbération des rayons du soleil sur la surface du désert de sel provoque un fort éblouissement, et rend obligatoire le port de lunettes de soleil haute protection. Un hôtel, situé au centre du lac et entièrement construit en sel, est une curiosité du lieu. L'île de corail d'Incahuasi, couverte de cactus candélabres dont certains sont âgés de 1 200 ans, est isolée dans ce désert salé.
Le salar d'Uyuni héberge des hôtels dont le sel est le matériau de construction principal des bâtiments et des meubles. Ces établissements sont situés à 3 000 mètres d'altitude, non loin d'une chaîne de hauts volcans comprenant le Tunupa et l'Aucanquilcha,.
L'exploitation du lithium présent en très grande quantité s'effectue de façon de plus en plus industrielle, au moyen de vastes bassins d'évaporation, dont certains atteignent 1 km de long, ce qui affecte déjà l'attrait touristique du désert de sel, et menace à terme l'existence du salar d'Uyuni, le gouvernement envisageant d'étendre la production de lithium.

Images du désert de sel
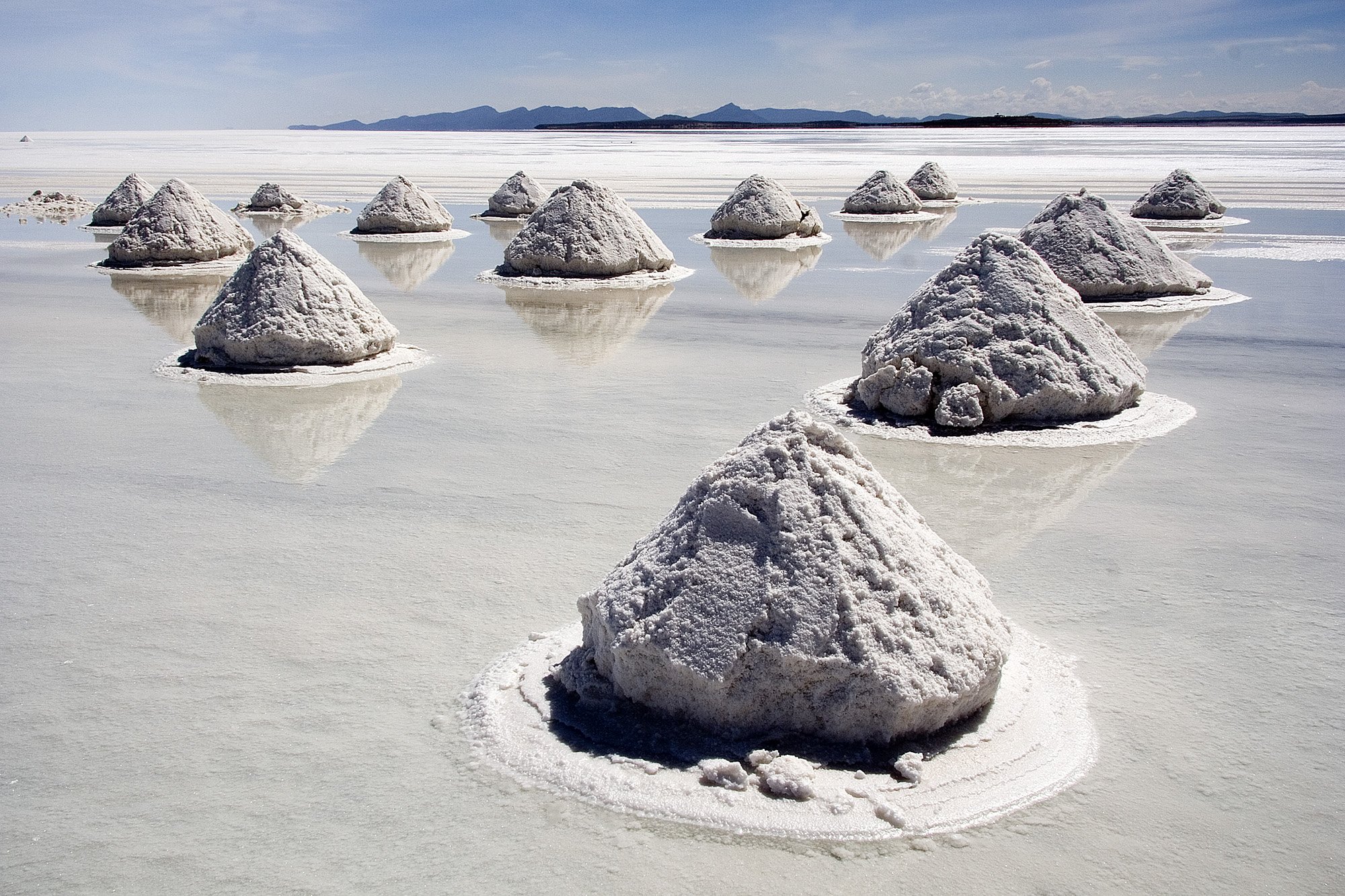
Exploitation de sel à Colchani.
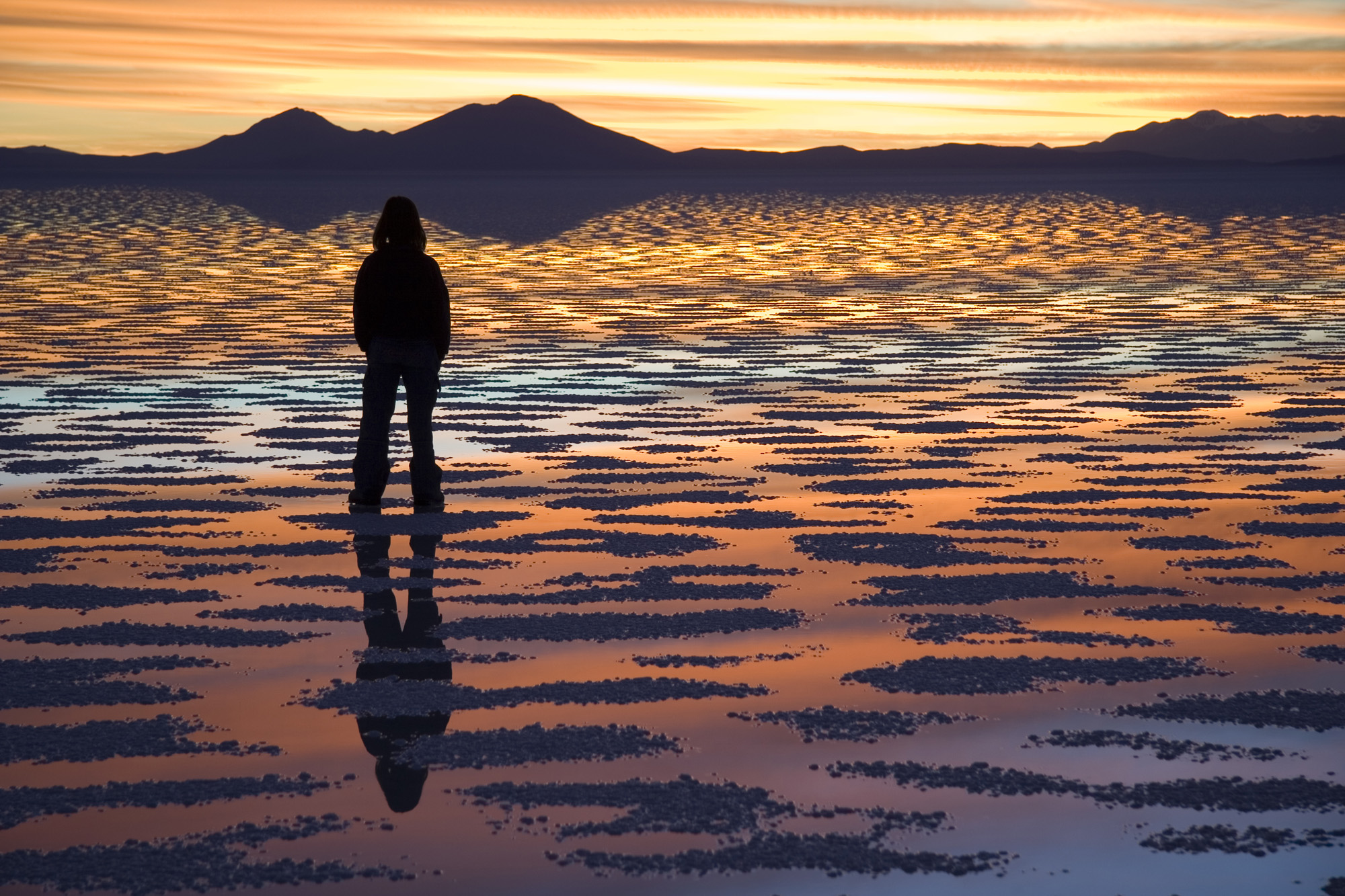
Coucher de soleil sur le Salar partiellement recouvert d'eau.
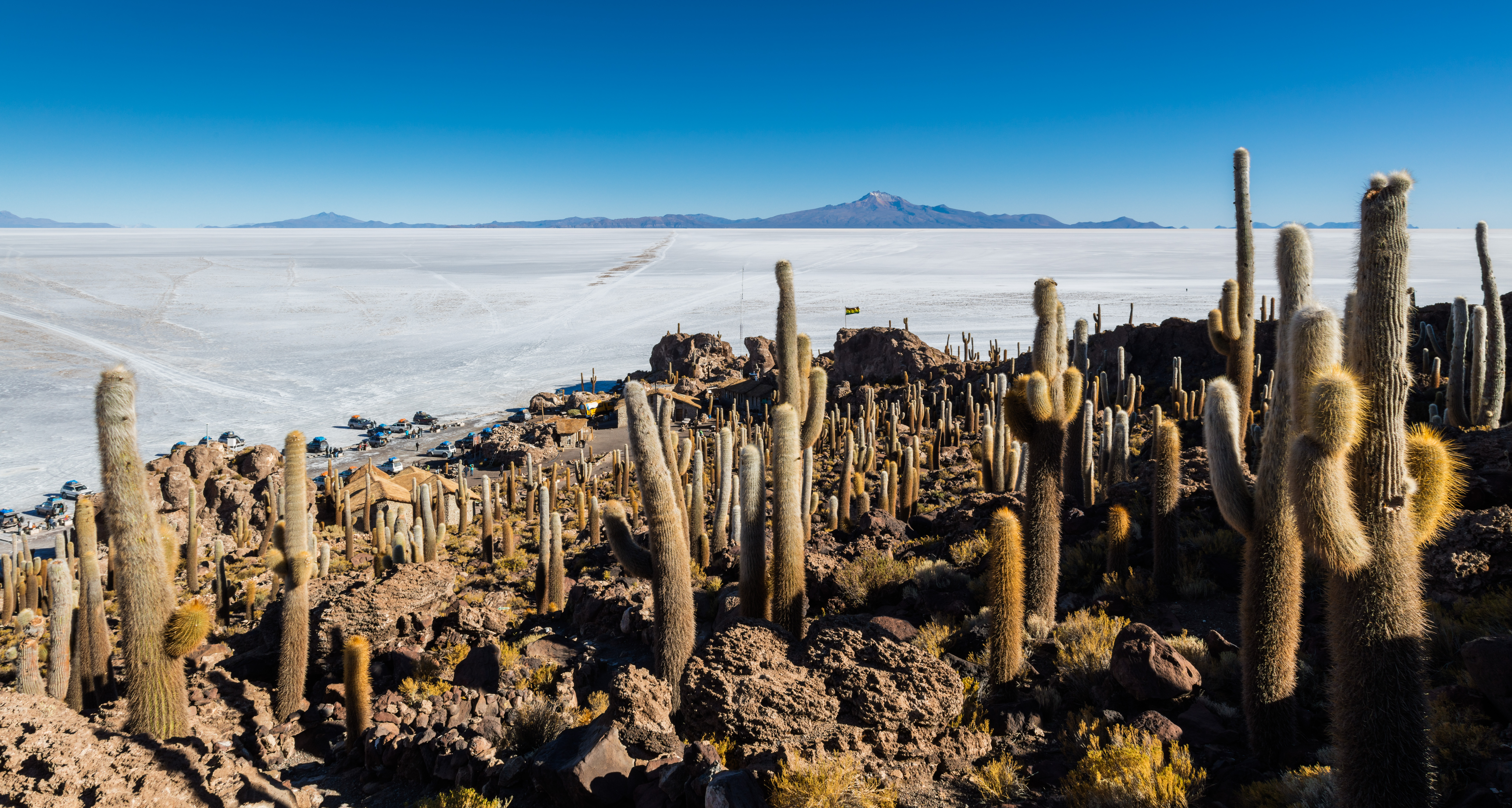
La pseudo-île d'Incahuasi et ses cactus millénaires.
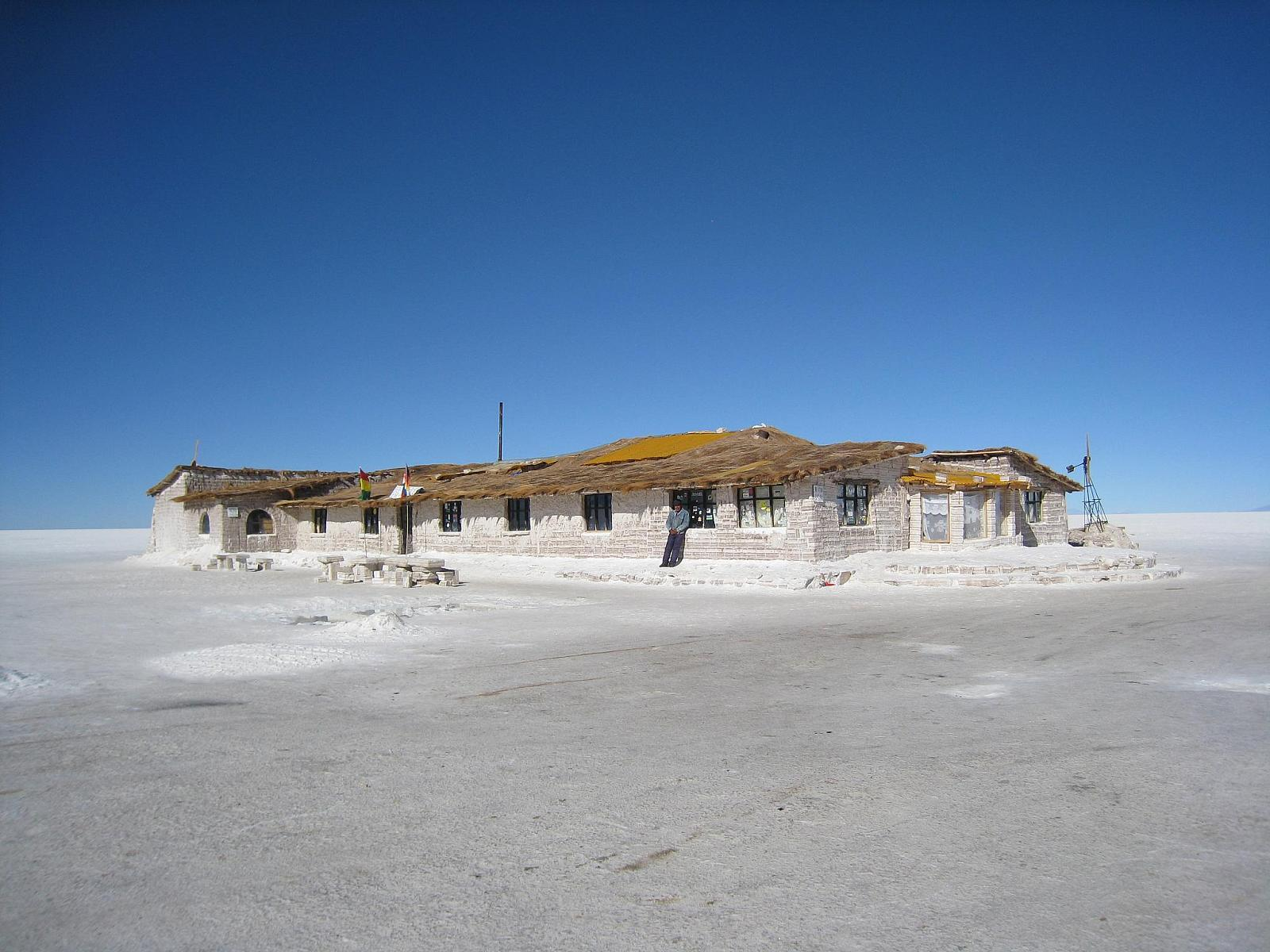
Hôtel de sel.
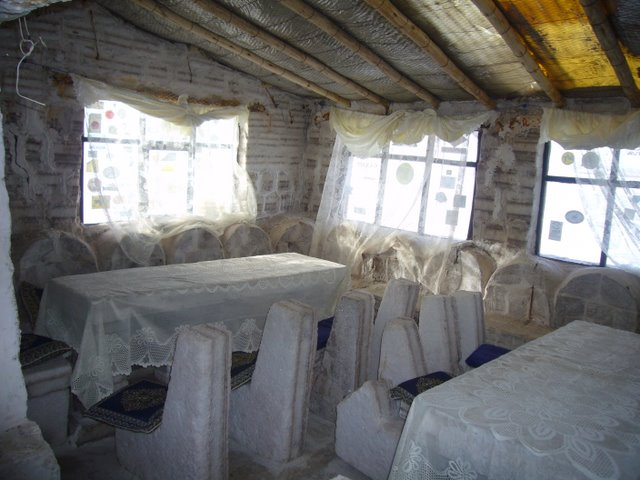
À l'intérieur.
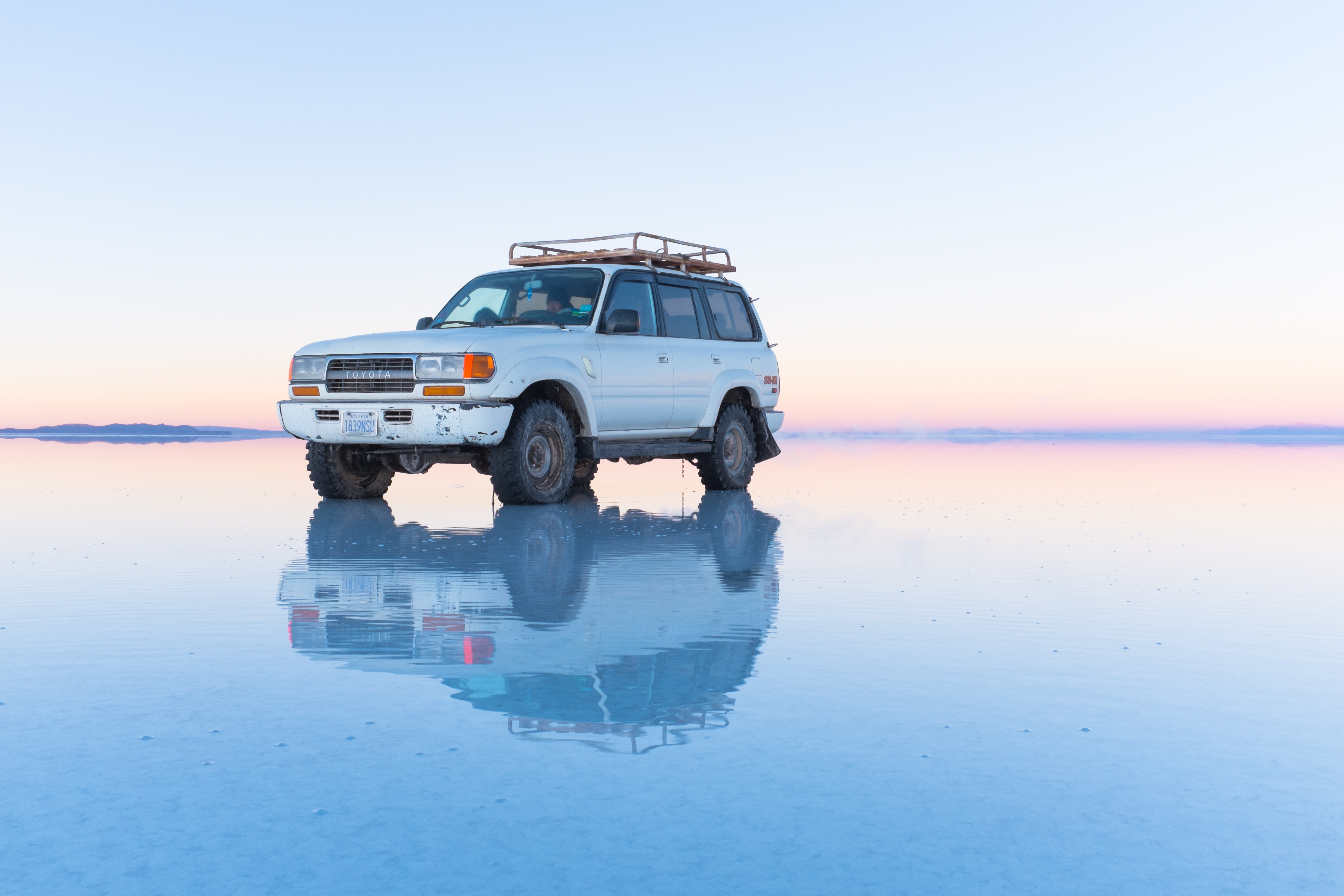
Petite zone recouverte d'eau pendant l'hiver.
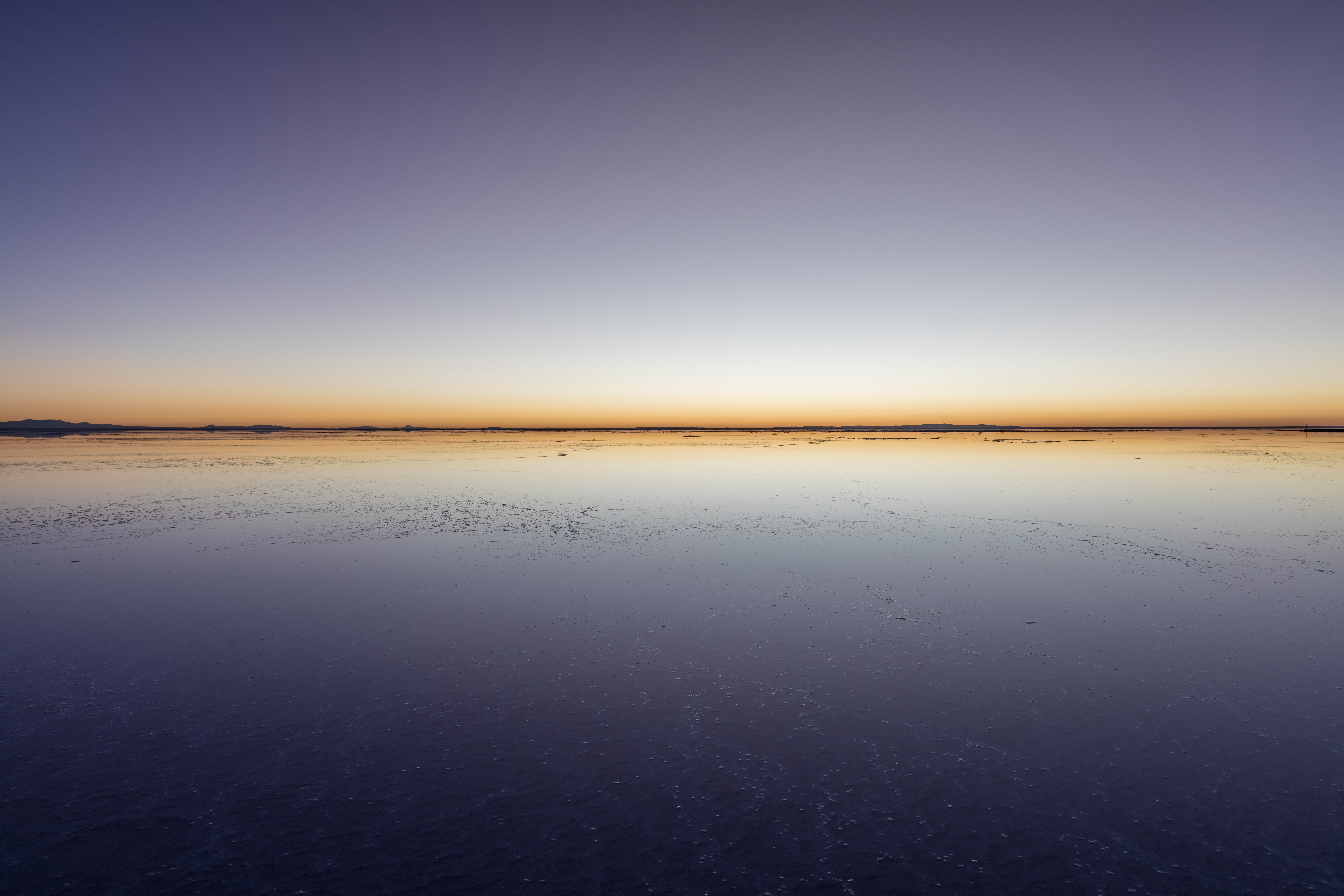
Lever du soleil.
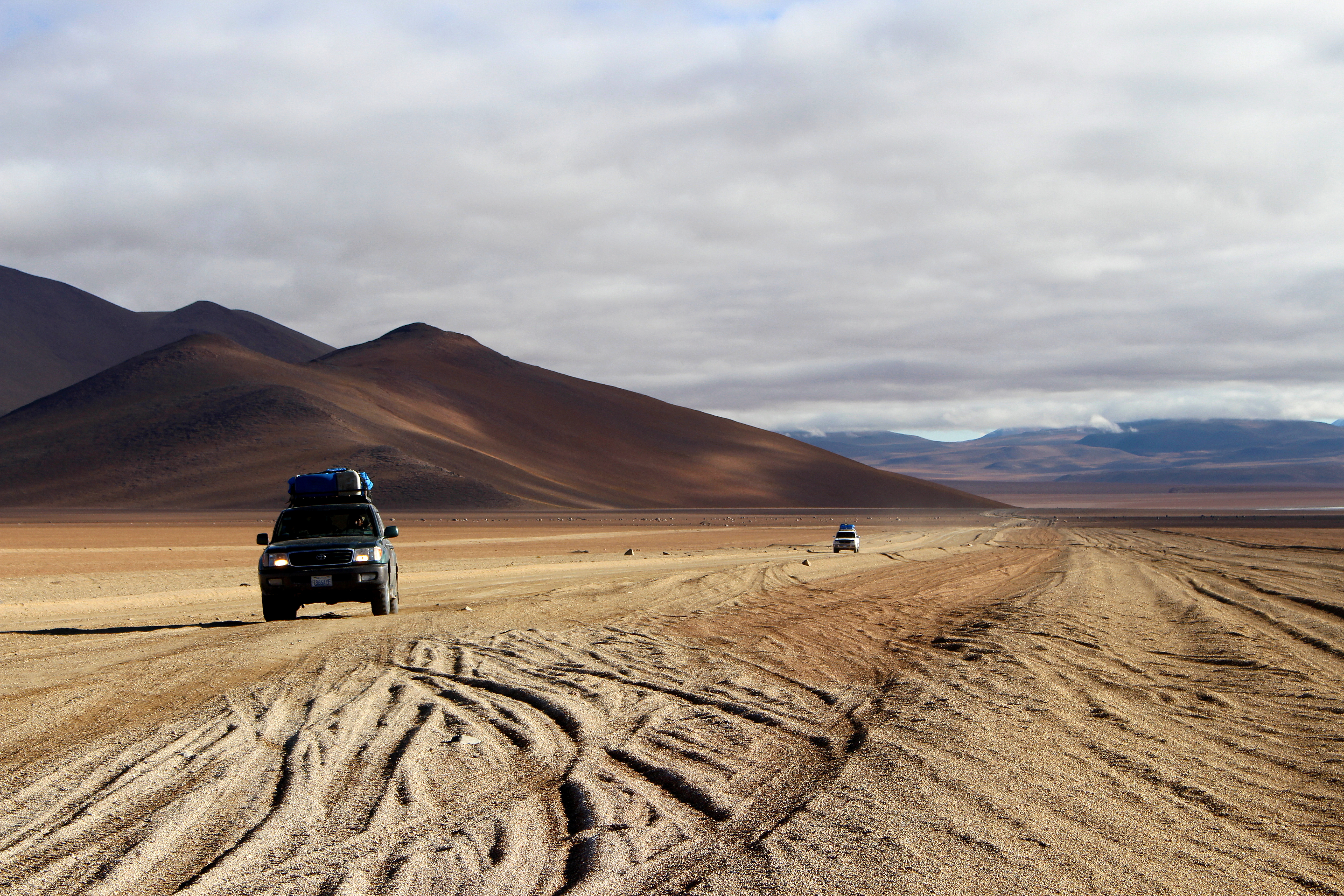
Montagnes et jeeps près du salar d'Uyuni.

## Écologie

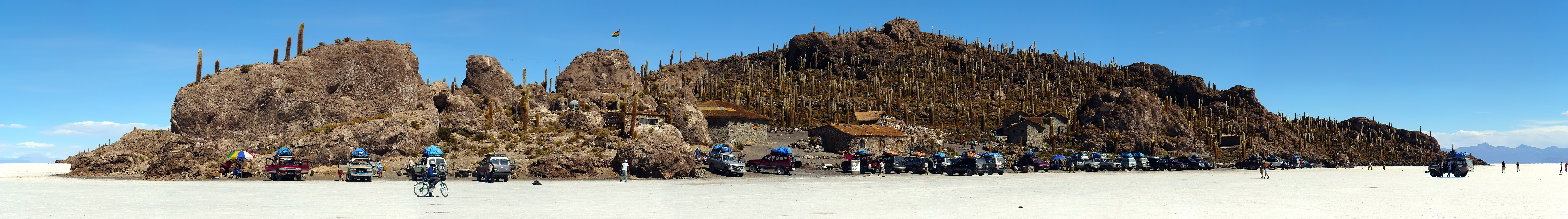
La pseudo-île d'Incahuasi, au centre de l'étendue de sel, est une destination touristique prisée.

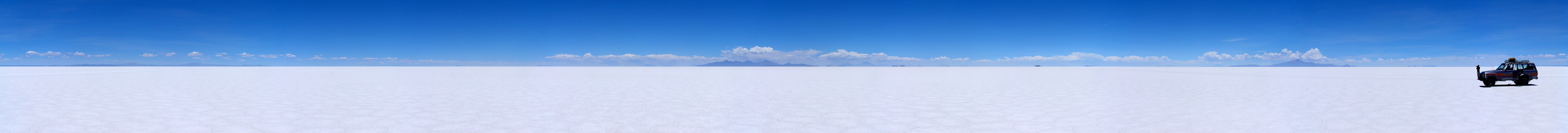
Panorama de 360 degrés au centre du désert. La pseudo-île d'Incahuasi, visible un peu à droite du centre de la photo, est l'élément topographique d'importance le plus proche, à 20 km de distance. Certaines montagnes semblent flotter en raison de la diffraction de l'air et de la courbure de la terre.

L'extraction du lithium a pour effet d'assécher les rivières alentour, l'eau pompée dans les nappes phréatiques et dans les rivières ne peut pas servir aux habitants.